# Roberto Cimpanelli
Roberto Cimpanelli (Roma, ...) è un regista, sceneggiatore e produttore cinematografico italiano.

## Biografia
Roberto Cimpanelli ha lavorato nel mondo cinematografico come regista, sceneggiatore, produttore e distributore.
Come regista esordiente ha al suo attivo un Nastro d'argento e una candidatura al David con Un inverno freddo freddo, interpretato tra gli altri da Cecilia Dazzi e Valerio Mastandrea.
Da segnalare la direzione di Baciami piccina con Neri Marcorè, Vincenzo Salemme ed Elena Russo.
Con la sua casa di distribuzione, Life International, ha portato in Italia tra gli altri Sesso, bugie e videotape diretto da Steven Soderbergh, A spasso con Daisy diretto da Bruce Beresford e Dirty Dancing - Balli proibiti diretto da Emile Ardolino. Ha inoltre coprodotto e distribuito il film Balla coi lupi, diretto e interpretato da Kevin Costner.
Nel 2021 è uscito il suo primo romanzo thriller La pazienza del diavolo, edito da Marsilio, e nel 2022 invece il suo seguito Come si uccide una coccinella.

## Filmografia parziale

### Produzione
- Carabinieri si nasce, regia di Mariano Laurenti (1985)
- La bella vita, regia di Paolo Virzì (1994)

### Regia e Sceneggiatura
- Un inverno freddo freddo (1996)
- Baciami piccina (2006)

### Sceneggiatura
- La svolta, regia di Riccardo Antonaroli (2021)
- Finché notte non ci separi, regia di Riccardo Antonaroli (2024)

## Riconoscimenti
- David di Donatello
  - 1997: Candidatura miglior regista esordiente – Un inverno freddo freddo

- Nastro d'argento
  - 1997: Miglior regista esordiente – Un inverno freddo freddo